# Les Moutiers-Hubert
Les Moutiers-Hubert és un antic municipi francès situat al departament de Calvados i a la regió de Normandia. L'any 2018 tenia 39 habitants. Des del 1r de gener de 2016 es va integrar en el municipi nou de Livarot-Pays-d'Auge com a municipi delegat. En reunir vint-i-dos antics municipis, aquest municipi nou és el més gros de tots els municipis nous de França.

## Demografia
El 2007 la població era de 50 persones. Hi havia 24 famílies i 46 habitatges: 21 habitatges principals, 23 segones residències i dos desocupats. Tots els habitatges eren cases.

La població ha evolucionat segons el següent gràfic:

### Economia
El 2007 hi havia una empresa immobiliària, una empresa de serveis, una entitat de l'administració pública i una empresa classificada com a «altres activitats de serveis». El 2000 hi havia sis explotacions agrícoles.